# Чорнобаєвка
Чорноба́євка (каз. Чернобай) — село у складі району імені Габіта Мусрепова Північноказахстанської області Казахстану. Входить до складу Рузаєвського сільського округу, раніше входило до складу Калинівської сільської ради.
Населення — 161 особа (2021; 349 у 2009, 439 у 1999, 570 у 1989).
Національний склад станом на 1989 рік:
- українці — 25 %
- німці — 25 %
- росіяни — 23 %.